# Tadeus Reichstein
Tadeusz Reichstein (20. srpnja, 1897. – 1. kolovoza, 1996.) bio je švicarski kemičar, (rođen u Poljskoj) koji je 1950.g. dobio Nobelovu nagradu za fiziologiju ili medicinu, zajedno sa znanstvenicima: E. C. Kendall i P. S. Hench za svoj rad na hormonima nabubrežne žlijezde.

## Vanjske poveznice
- Kratka životopis na internet stranicama Nobel fundacije  Arhivirana inačica izvorne stranice od 2. prosinca 2001. (Wayback Machine)